# Monkiewicze (Białoruś)
Monkiewicze (biał. Монькавічы; ros. Моньковичи) – wieś na Białorusi, w obwodzie grodzieńskim, w rejonie mostowskim, w sielsowiecie Kuryłowicze, przy drodze republikańskiej .
W dwudziestoleciu międzywojennym leżały w Polsce, w województwie nowogródzkim, w powiecie słonimskim, w gminie Kuryłowicze.